# Bandera d'Ingúixia
La bandera d'Ingúixia és un dels símbols d'aquesta república de la Federació Russa. Fou adoptada el 13 de maig de 1994 i l'11 de juliol de 1999 en la seva forma actual. L'11 de juliol és també el Dia Nacional Inguix, creat per decret del Cap de la República d'Ingúixia l'11 de setembre de 2014.

## Descripció
La llei original de la República relativa a la bandera nacional la defineix de la següent manera:
"La bandera nacional de la República d'Ingúixia està feta en forma de rectangle blanc, al centre del qual hi ha un símbol solar en forma de cercle vermell amb tres raigs en arc que en surten. La relació entre l'amplada i la longitud de la bandera és d'1:2.
Hi ha dues franges verdes, a la vora de la part superior i inferior de la bandera. Cadascuna d'elles equival a 1/6 de l'amplada total de la bandera. El radi del cercle dins del símbol del sol és 1/6 de l'amplada de la bandera. Cadascun dels tres raigs del símbol del sol és un semicercle, el radi interior del qual és 1/8 de l'amplada de la bandera. L'amplada de la banda, donant una circumferència al símbol solar i als seus raigs, equival a 1/36 de l'amplada de la bandera.
Els raigs es col·loquen uniformement al llarg de la circumferència del símbol del sol i s'orienten en sentit contrari a les agulles del rellotge.»

## Simbolisme
En la religió i la filosofia dels pobles Nakh, del qual formen part els ingúixos el símbol solar al centre de la bandera representa no només el sol i l'univers, sinó també la consciència de la unitat de l'esperit del passat, present i futur, així com la infinitat de coses. Els raigs arquejats i la seva orientació representen la rotació de la Terra al voltant del sol, en sentit contrari a les agulles del rellotge, amb el disc blanc al mig que representa el sol en el seu eix.
El vermell recorda la lluita dels ingúixos per la seva supervivència i la defensa de les seves terres. El blanc simbolitza la puresa del pensament i l'acció nacionals inguix. El verd simbolitza la il·luminació, l'abundància, la fertilitat de la terra, així com l'islam, la religió majoritària a Ingúixia.

## Banderes històriques
La relació entre l'amplada i la longitud de la bandera es va canviar l'11 de juliol de 1999, passant a 2:3. A la primera versió de la bandera, el disc dins del símbol del sol era 1/3 de l'amplada de la bandera, no 1/6.

República de la Muntanya del Nord del Caucas (1917–1920)
República Socialista Soviètica Autònoma de Txetxènia-Ingúixia (1936-1991)
Bandera de 1994 a 1999.